# Hammerbach (Mur)
Der Hammerbach, auch Felsenbach genannt, ist ein linker Zufluss der Mur in Peggau in der Steiermark.

## Geographie

### Hammerbachquelle

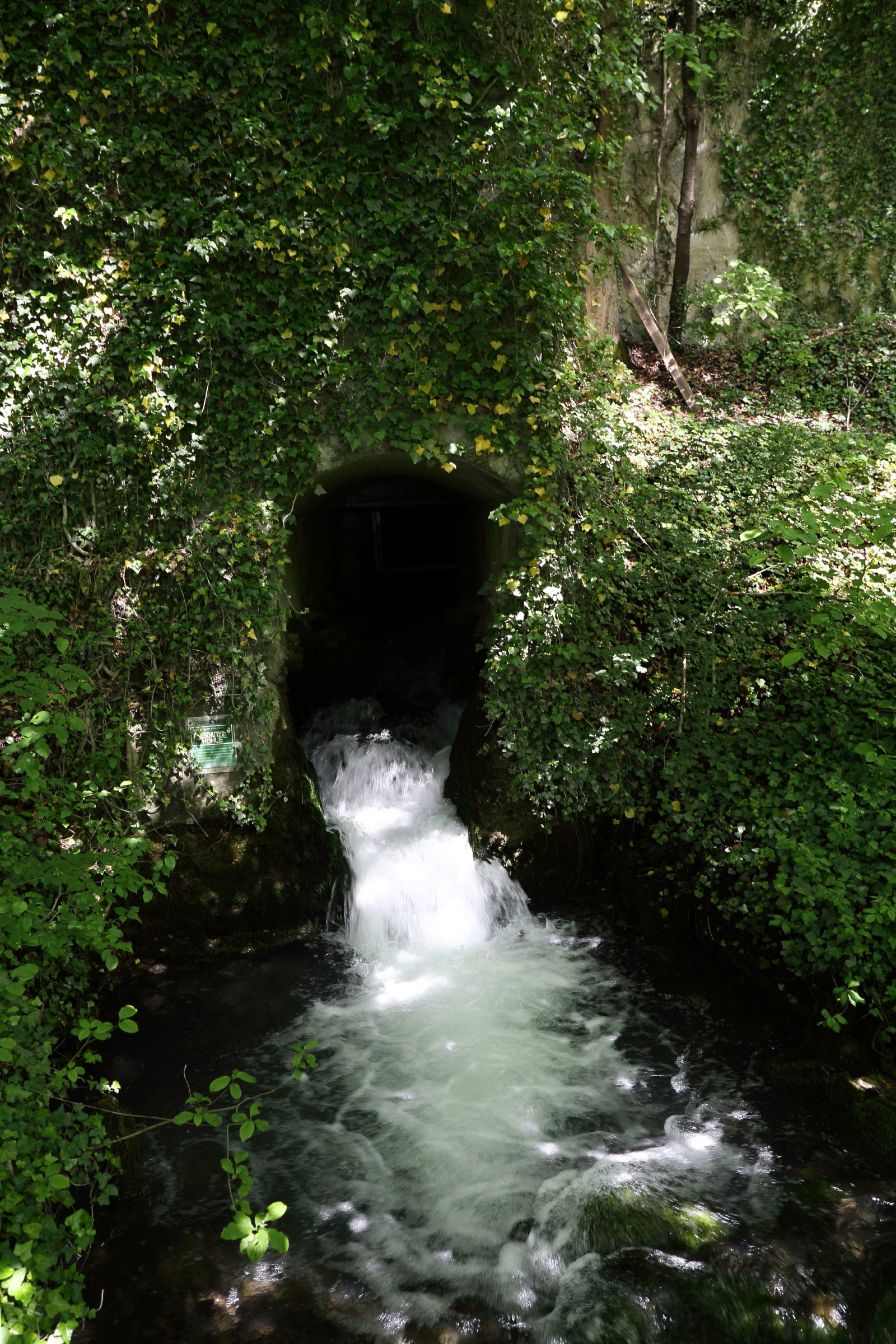
Die Hammerbachquelle

Der Hammerbach entspringt einer Karstquelle am Fuße der Peggauer Wand, am nordöstlichen Ortsrand von Peggau. Sie ist unter Niedrigwasserbedingungen die einzige Austrittsstelle des komplexen Lurbachsystems, zu dem auch die unter dem verkarsteten Tannebenkalkstock liegenden Lurgrotten, die größte Tropfsteinhöhle Österreichs, gehören.
Der bis dahin schon 6,5 km lange Lurbach versinkt auf der östlich liegenden Plateauebene bei Semriach in Bachschwinden, durchfließt die Lurgrotten und tritt im Ursprung des Hammerbachs wieder zu Tage. Nur bei einer Schüttung der Hammerbachquelle höher als 200 Liter pro Sekunde erreicht das versickernde Lurbachwasser auch die weiter nördlich liegende Schmelzbachquelle am Eingangsportal der Lurgrotte.
Das Einzugsgebiet erstreckt sich über den gesamten Tannebenkalkstock. Die Quelle zeigt somit eine Mischung von Oberflächenwasser und Karstwasser. Die Schüttung der Hammerbachquelle variiert stark von 42 l/s bis zu 1623 l/s bei einem Mittelwert von 187 l/s (Reihe 1995–2011). Die Ergiebigkeit der Quelle wurde zum Betreiben von Hammerwerken genutzt, die dem austretenden Bach seinen Namen gaben.

### Verlauf
Nach seiner Quelle verläuft der Hammerbach in südliche Richtung im Ortsgebiet von Peggau, entlang der Alten Landstraße. An der Hammerbachstraße knickt er nach Südwesten ab, unterquert die Brucker Schnellstraße und mündet an der Bahnbrücke nach etwa 1,2 km von links in die Mur.